# Tomoe Gozen
Tomoe Gozen, född cirka 1157, död 1247 var en samuraj. Hon är mest känd för sitt mod i slaget vid Awazu år 1184.
Hon gifte sig med Minamoto no Yoshinaka och tjänstgjorde honom i Genpei-kriget, och var en del av konflikten som ledde till det första shogunatet i Japan. 
Den historiska boken Heike monogatari berättar om Tomoe Gozen.
Jessica Amanda Salmonson har skildrat Tomoe Gozens liv i en boktrilogi (The Disfavored Hero, The Golden Naginata och Thousand Shrine Warrior, 1981–1984).

## Eftermäle
Asteroiden 4896 Tomoegozen är uppkallad efter Tomoe Gozen.